# فران هيلي
فران هيلي (بالإنجليزية: Fran Healy)‏ هو لاعب كرة قاعدة أمريكي، ولد في 6 سبتمبر 1946 في هوليوك في الولايات المتحدة.

## وصلات خارجية
- فران هيلي على موقعبيزبول رفرنس.كوم (الدوري الرئيسي) (الإنجليزية)
- فران هيلي على موقع جمعية أبحاث البيسبول الأمريكية (الإنجليزية)